# No Body, No Crime (pjesma Taylor Swift)
"No Body, No Crime" (stilizirana malim slovima) pjesma je koju je napisala i snimila američka kantautorica Taylor Swift, a uključuje gostujuće vokale američkog rock sastava Haim. Pjesma se nalazi na šestom mjestu na Swiftinom devetom studijskom albumu, Evermore (2020.), objavljenom 11. prosinca 2020., putem Republic Recordsa. Aaron Dessner producirao je pjesmu.
"No Body, No Crime" optimistična je country, country rock i pop rock balada koja detaljno opisuje fiktivnu priču žene po imenu Este, koju muž ubije kad sazna za njegovu nevjeru. Budući da nije mogla dokazati muža krivim za Esteino ubojstvo, prijateljica Este (pripovjedač pjesme) osvećuje se Esteinu smrću ubojstvom njezina supruga i brišući sve dokaze o ubojstvu.
Po izlasku Evermorea, "No Body, No Crime" dobio je oduševljene kritike glazbenih kritičara, koji su ga prozvali povratnom reakcijom na Swiftine korijene te su pohvalili filmski stil i radnju njegovih tekstova. Dostigla je top 20 regija ljestvica rekorda u Australiji, Kanadi, Irskoj i Velikoj Britaniji. U Sjedinjenim Državama, pjesma je zauzela drugo mjesto na ljestvici Billboard Hot Country Songs i 34. mjesto na Billboard Hot 100, što označava prvi Haimov ulazak u Hot 100. "No Body, No Crime" utjecao je na američki radio kao singl 11. siječnja 2021.

## Ljestvice
| Ljestvice                  | Najviša pozicija |
| -------------------------- | ---------------- |
| Australija                 | 5                |
| Irska                      | 11               |
| Kanada                     | 11               |
| Novi Zeland                | 29               |
| Portugal                   | 83               |
| Sjedinjene Američke Države | 2                |
| Slovačka                   | 89               |
| Ujedinjeno Kraljevstvo     | 19               |